# ائتلاف دموکراتیک کره
ائتلاف دموکراتیک کره (کره‌ای: 더불어민주연합) یک ائتلاف انتخاباتی و یک حزب سیاسی است که برای ارائه فهرست نامزدها به روش نمایندگی تناسبی در انتخابات قانون‌گذاری کره جنوبی (۲۰۲۴) تشکیل شده است. این ائتلاف متشکل از ۳ حزب است از اتحاد میانه‌رو تا چپ - حزب دموکرات کره، حزب مترقی و اتحاد مترقی جدید. این ائتلاف فقط نامزدهای تناسبی را در انتخابات ۲۰۲۴ معرفی کرده است.